# Хлопчик з кальцію
Хлопчик з кальцію — комедійний фільм 2004 року.

## Сюжет
Що потрібно для того, щоб в одну мить стати секс-символом і втіленням надій Великої Британії на перемогу в чемпіонаті світу з боксу? Для цього достатньо бути звичайним молочником, щодня вживати цей корисний, багатий кальцієм напій, і одного разу, заглянувши в місцевий спортзал, випадково відправити у нокаут претендента на звання чемпіона світу з боксу..